# Integrální rovnice
Integrální rovnice je v matematice taková rovnice, v níž se neznámá funkce nachází pod integrálem. Integrální rovnice úzce souvisejí s diferenciálními rovnicemi a některé problémy mohou být formulovány oběma způsoby (např. Maxwellovy rovnice).
Za zakladatele teorie integrálních rovnic se považuje Erik Ivar Fredholm, později k ní významně přispěl Vito Volterra.

## Klasifikace integrálních rovnic
Integrální rovnice lze rozdělit na dvě základní třídy: Fredholmovy integrální rovnice a Volterrovy integrální rovnice. U Fredholmových rovnic má interval integrace konstantní hranice, u Volterrových rovnic je pak jedna z hranic funkcí proměnné x.
Další dělení je na rovnice prvního a druhého druhu. V rovnicích prvního druhu se neznámá funkce nachází jen pod integrálem, v rovnicích druhého druhu se nachází pod integrálem i mimo integrál.

### Fredholmovy rovnice prvního druhu
Nejzákladnějším typem integrálních rovnic jsou Fredholmovy rovnice prvního druhu. Jsou to integrální rovnice tvaru
{\displaystyle f(x)=\int _{a}^{b}K(x,t)\,\varphi (t)\,dt,}
kde {\displaystyle \varphi } je neznámá funkce, f je známá funkce a K je další známá funkce dvou proměnných, často nazývaná jádro (jaderná funkce). Integrál má pevné meze.

### Fredholmovy rovnice druhého druhu
Fredholmovy rovnice druhého druhu jsou rovnice s konstantním rozsahem integrace a s neznámou funkcí nacházející se jak v integrandu, tak i mimo něj. Jsou to integrální rovnice tvaru
{\displaystyle \varphi (x)=f(x)+\lambda \int _{a}^{b}K(x,t)\,\varphi (t)\,dt.}
Číslo {\displaystyle \lambda } je neznámý parametr, který hraje stejnou roli jako vlastní číslo v lineární algebře. Význam ostatních symbolů je stejný, jako u rovnic prvního druhu.

### Volterrovy rovnice prvního druhu
Volterrovy rovnice prvního druhu jsou zobecněním Fredholmových rovnic prvního druhu, ve kterém je jedna z hranic integračního rozsahu funkcí proměnné x. Volterrovy rovnice prvního druhu mají tvar:
{\displaystyle f(x)=\int _{a}^{x}K(x,t)\,\varphi (t)\,dt.}

### Volterrovy rovnice druhého druhu
Volterrovy rovnice druhého druhu jsou zobecněním Fredholmových rovnic druhého druhu. Jedna z hranic integračního rozsahu je funkcí proměnné x. Rovnice tohoto typu mají tvar:
{\displaystyle \varphi (x)=f(x)+\lambda \int _{a}^{x}K(x,t)\,\varphi (t)\,dt.}